# Joan Lorring
Joan Lorring (født 17. april 1926, død 30. maj 2014) var en amerikansk teater og filmskuespiller. For sin præstation i filmen The Corn Is Green blev hun nomineret til en Oscar for bedste kvindelige birolle, men vandt ikke. I 1950'erne spillede hun på Broadway i fire produktioner.